# Championnat d'Europe de courses de camions 2020
Pour les articles homonymes, voir CECC.
Navigation
2019 2021
Le championnat d'Europe de courses de camions 2020 est la 35e édition du championnat d'Europe de courses de camions. Il comporte deux Grands Prix et débute le 29 août à Most en République Tchèque pour s'achever le 18 octobre à Budapest en Hongrie. Le calendrier a été réduit de 6 Grand prix en raison de la Covid-19. Aucun championnat (écurie, pilote, Goodyear Cup) n'a été attitré.

## Pilotes et camions
| Équipes                      | Constructeurs | Pneus | no | Pilotes          |
| ---------------------------- | ------------- | ----- | -- | ---------------- |
| Die Bullen Von Iveco Marirus | Iveco         | G     | 1  | Jochen Hahn      |
| Die Bullen Von Iveco Marirus | Iveco         | G     | 44 | Stephanie Halm   |
| Buggyra Zero Mileage Racing  | Freightliner  | G     | 20 | Téo Calvet       |
| Buggyra Zero Mileage Racing  | Freightliner  | G     | 55 | Adam Lacko       |
| Team Titan                   | Man           | G     | 2  | Antonio Albacete |
| Team Titan                   | Man           | G     | 40 | Norbert Kiss     |
| Löwen Power                  | Man           | G     | 23 | Jamie Anderson   |
| Löwen Power                  | Man           | G     | 30 | Sascha Lenz      |

| Constructeurs | Équipes                     | Pneus | no | Pilotes                 | Manches | Classe |
| ------------- | --------------------------- | ----- | -- | ----------------------- | ------- | ------ |
| Freightliner  | Buggyra Zero Mileage Racing | G     | 20 | Téo Calvet              | Toutes  | G      |
| Freightliner  | Buggyra Zero Mileage Racing | G     | 29 | Aliyyah Koloc           | Toutes  | G      |
| Freightliner  | Buggyra Zero Mileage Racing | G     | 55 | Adam Lacko              | Toutes  |        |
| Iveco         | Don't Touch Racing          | G     | 11 | André Kursim            | Aucune  |        |
| Iveco         | Reinert Racing GmbH         | G     | 77 | René Reinert            | 1       |        |
| Iveco         | Team Hahn Racing            | G     | 1  | Jochen Hahn             | Toutes  |        |
| Iveco         | Team Hahn Racing            | G     | 22 | Lukas Hahn              | 1       | G      |
| Iveco         | Team Schwabentruck          | G     | 44 | Stephanie Halm          | Toutes  |        |
| Man           | Anderson Racing             | G     | 23 | Jamie Anderson          | 1       | G      |
| Man           | Hecker Racing               | G     | 25 | Heinrich-Clemens Hecker | Toutes  | G      |
| Man           | Lion Truck Racing           | G     | 66 | Anthony Janiec          | Toutes  |        |
| Man           | Luis Recuenco               | G     | 64 | Luis Recuenco           | Toutes  | G      |
| Man           | Révész TRT                  | G     | 40 | Norbert Kiss            | Toutes  |        |
| Man           | SL Trucksport               | G     | 30 | Sascha Lenz             | 1       |        |
| Man           | T Sport Bernau              | G     | 2  | Antonio Albacete        | Toutes  |        |
| Scania        | EK Truck Sport              | G     | 24 | Erwin Klein Nagelvoort  | Aucune  | G      |
| Scania        | Tankpool24 Racing           | G     | 24 | Steffen Faas            | Toutes  | G      |

## Grand Prix de la saison 2020
| N° | Date                    | Grand Prix            | Lieu     | Vainqueur Course 1 | Vainqueur Course 2 | Vainqueur Course 3 | Vainqueur Course 4 | Pôle Position Course 1 | Pôle Position Course 3 |
| -- | ----------------------- | --------------------- | -------- | ------------------ | ------------------ | ------------------ | ------------------ | ---------------------- | ---------------------- |
| 1  | 29 août - 30 août       | Grand Prix de Most    | Most     | Norbert Kiss       | Adam Lacko         | Sascha Lenz        | Annulée            | Norbert Kiss           | Norbert Kiss           |
| 2  | 17 octobre - 18 octobre | Grand Prix de Hongrie | Budapest | Adam Lacko         | Norbert Kiss       | Norbert Kiss       | Norbert Kiss       | Adam Lacko             | Norbert Kiss           |